# Wanted (Yazz)
Wanted è il primo album della cantante britannica Yazz, pubblicato dall'etichetta discografica Big Life nel 1988.
L'album, disponibile su long playing, musicassetta e compact disc, contiene 9 brani, 7 dei quali portano la firma dell'artista, compreso Where Has All the Love Gone del quale è autrice completa.
La versione su CD comprende due tracce aggiuntive, ovvero le versioni estese di The Only Way Is Up e Stand Up for Your Love Rights.
Il disco esce dopo i singoli The Only Way Is Up e Stand Up for Your Love Rights, e nel 1989 ne vengono tratti anche Fine Time e Where Has All the Love Gone.

## Tracce

### Lato A
1. The Only Way Is Up
2. Where Has All the Love Gone
3. Got to Share
4. Fine Time

### Lato B
1. Stand Up for Your Love Rights
2. Wanted on the Floor
3. Something Special
4. Systematic People
5. Turn It Up